# Chullpani (La Paz)
Chullpani (aymara) är ett berg i Bolivia.   Det ligger i departementet La Paz, i den centrala delen av landet, 400 km nordväst om huvudstaden Sucre. Toppen på Chullpani är 3 813 meter över havet, eller 26 meter över den omgivande terrängen. Bredden vid basen är 0,29 km.
Terrängen runt Chullpani är huvudsakligen bergig, men den allra närmaste omgivningen är kuperad. Trakten är glest befolkad. Närmaste större samhälle är Cohoni, 12,5 km norr om Chullpani. 